# لحي عثت يرخم
لحي عثت يرخم بن وهب إل يحز (نحو 155م - 225م): ملك سبأ وذي ريدان، وتعود أصوله إلى أسرة معاهر من ردمان، وهو على الأرجح ابن الملك وهب إل يحز.تولى لحي عثت يرخم عرش سبأ بعد وفاة الملك شاعر أوتر مباشرة حوالي العام 217م، واستمر ملكاً حتى حوالي سنة 225م تقريباً.
الفترة التي سبقت تولي لحي عثت يرخم عرش سبأ، لدينا منها أربعة نقوش لا يعرف زمنها بالتحديد نتيجة لعدم ذكر أي ملك، وصاحبها لحي عثت يرخم من معاهر أمير ردمان وخولان ابن وهب إل يحز، وهو ذات منصب وهب إل يحز قبل اعتلائه العرش،ويرجح أن فترة إمارته كانت زمن رب شمس بن نمران أو علهان نهفان، ولا يمكن القطع في احتمال إلا بظهور نقوش أخرى توضح فترة إمارته قبل أن يصل سدة الحكم.
لدينا من فترة حكم "لحي عثت" عدد من النقوش، ذكر اسمه في 10 نقشاً منها.وقد واجه الملك لحي عثت يرخم خطر المد الحبشي الأكسومي على مملكة سبأ، وكان عهده امتداد لحكم شاعر أوتر، والذي حالف في آخر حياته أعدائه ملوك بني ذي ريدان، وحمل راية القتال المسلح ضد تواجد الأحباش الذين أدخلهم هو ووالده علهان نهفان إلى جنوب الجزيرة العربية لمواجهة ملوك ذو ريدان (حمير)، فلما أحس أن أكسوم أصبحت تشكل خطراً على مملكته، قرر حربهم في آخر عام من حكمه. وبعد وفاته تولي لحي عثت راية قتالهم، وحقق نجاحات حدت من التمدد الحبشي في جنوب الجزيرة العربية.

## محاربته الأحباش
في أواخر عهد الملك شاعر أوتر حدثت مصالحة تاريخية بينه وملك حمير، وكانا الطرفين يضرب بهما المثل في العداء، وبينهما حروب ضارية وطويلة، لكنهما تصالحا بالنهاية، واتحد جيشاهما، في مواجهة المد الحبشي، الذي أدخله علهان نهفان إلى جنوب الجزيرة العربية، بعقد اتفاقية دفاع مشترك مع ملك أكسوم، ويدعى جدرت، وهذه كانت من أفدح الأخطاء التي ارتكبها الملك علهان نهفان،. وقد كان الهدف من تحالف الملك علهان نهفان مع الأحباش إضعاف الحميريين وإنهاكهم بحروب أخرى مع الحبشة.

### النقش الأول
في الفترة ما بين 215م و217م، وأثناء الانشغال بالحروب الداخلية، بخاصة الحروب بين الحميريين والسبئيين، بادر جدرت ملك الحبشة وأكسوم بإرسال حملة عسكرية بقيادة ابنه بيجة، لغزو ظفار عاصمة حمير، وكان جدرت قد وقع اتفاقية سلام مع الملك شاعر أوتر ملك سبأ وعاصمته صنعاء، الذي كان وجيشه يخوضون حروبًا ضارية ضد الحميريين وعاصمتهم ظفار. وقد اتجهت الحملة العسكرية للأحباش نحو مدينة ظفار عاصمة المملكة الحميرية. ولم يتجه الجيش الحبشي نحو الأراضي الخاضعة لمملكة سبأ، بل توجه نحو مدينة ظفار عاصمة المملكة الحميرية، والحميريون حينها كانوا في حرب شعواء مع السبئيين. آملًا في القضاء على قوة كبيرة تقف في وجه أطماعه بالسيطرة على البلاد. فاتحد السبئيين والحميريين لإنقاذ عاصمة الحميريين ظفار من السقوط بيد الأحباش حلفاء ملك سبأ في صنعاء في معركة استمرت لثلاثة أيام فقط.
ويعد النقش (Ja 631) الذي يعود لآخر أيام شاعر أوتر وأول أيام حكم لحي عثت يراخم في غاية الأهمية، ويتحدث هذا النقش عن: (قطبان أوكن) المنتمي إلى بني ذي جرة أقيال قبيلة سماهر، قائلًا: أنه أهدى المقه رب أوام تمثالين مذهبين حمدًا لما أعان عبده قطبان أوكن الجرتي وقبيلتهم سماهر بقتل وإبادة وسحق وإذلال الكثير من الأعداء في حروبه مع الملوك والقبائل الذين أشعلوا الحروب ضد حاكمهم شاعر أوتر ملك سبأ وذي ريدان، من البحر والبر، وحمدًا لما رافق حاكمهم شاعر أوتر ملك سبأ وذي ريدان في تلك الحروب، فدمر وقتل وحصل على السبي والغنائم والحلي والكثير من القتلى في تلك الحملات العسكرية والمعارك، وحمدًا لما أعان عبده قطبان أوكن الجرتي عندما بعثه حاكمهم شاعر أوتر ملك سبأ وذي ريدان نحو أرض الحبشة لمقابلة جدرت ملك الحبشة وأكسوم، وعادوا منها بالسلامة هو وكل مرافقيه، وعاد لحاكمهم شاعر أوتر ملك سبأ وذي ريدان بالجواب الصادق من النجاشي الذي أرضى حاكمه وفي كل البعثات الأخرى في خدمة سيده شاعر أوتر، وحمدًا لما أعان المقه ثهوان رب أوام عبده قطبان أوكن الجرتي وقبيلتهم سماهر عندما قاد قطبان أوكن الجرتي وقبيلتهم سماهر حملة من مدينة نعض إلى مدينة ظفار تنفيذًا لأمر إلههم وحاميهم عثتر العزيز، وذلك عندما هاجم بيجة ولد النجاشي وجموع الأحباش مدينة ظفار، ونزلوا بالقرب من مدينة ظفار، فتوجه قطبان أوكن الجرتي نحو مدينة ظفار للمكان والميعاد المتفق عليه لنصب كمين للأحباش، فوصل ليلًا، لكن الجيش الحبشي انسحب من مواجهتهم وهربوا نحو جبل الن الواقع وسط المدينة، وعاد قطبان أوكن الجرتي وقبيلته لينضم مع لعزم ينوف يهصدق ملك سبأ وذي ريدان وقبائل ذي ريدان، فقتلوا وذبحوا الأحباش ودحروهم من وسط المدينة، وثالث يوم وصلت من ذمار طلائع القوات ومعهم قبائل ذي ريدان، فأغاروا ليلًا على معسكر الأحباش، وقتلوا منهم أربعمائة جندي بحد السيف. وفي اليوم الثالث برز قطبان أوكن الجرتي وقبيلتهم سماهر وتحاربوا مع الأحباش وجهًا لوجه، وكان معهم الرماة فرسان المعافر فقتلوا الأحباش بالمبارزة، وانسحب الأحباش إلى مخيمهم وخرج الأحباش من ظفار جوعى هاربين نحو المعاهر، وليستمر المقه ثهوان رب أوام بمنحه الحظوة ورضا حاكمهم لحي عثت يرخم ملك سبأ وذي ريدان.
ويتبين من هذا النص أن الملك شاعر أوتر كلف القائد "قطبان أوكان" أن يسير إلى من عصى وتمرد وخالف أوامر الحكومة للقضاء عليه، ثم يسير على رأس قوة إلى أرض الحبشة: يحارب بها "جدرت" ملك الأحباش، فنفذ القائد أمره، وأتم الخطط العسكرية التي وضعت له، ثم عاد مع جنده سالمًا، ولم يشرح النص كيف بلغ القائد أرض الحبشة، وهل قصد بأرض الحبشةِ الحبشةَ المعروفة والسواحل الإفريقية المقابلة لبلاد العرب، أم قصد موضعًا آخر في العربية الجنوبية؟ ولكن الذي يقرأ النص ويدقق في جمله ويوفق بين معانيها، يخرج بنتيجة تجعله يرى أن المراد من جملة "على أرض الحبشة إلى جدرت ملك الحبش والأكسوميين"، أرض الحبش في إفريقيا؛ لأن الملك "جدرت" ملك الحبشة وأكسوم لم يكن يقيم في بلاد العرب، ولكن في إفريقيا، فأمر "شاعر أوتر" قائده بالسير إلى أرض الحبشة إلى "جدرت"، معناه التوجه إلى إفريقيا لمحاربة النجاشي "جدرت"، أما "الحبش" الذين كانوا في بلاد العرب، فقد كانوا تحت حكم "بيجت ولد النجاشي"، فلا يمكن أن تكون الأرض المحتلة هي المقصودة. والظاهر أن القائد المذكور ركب البحر مع جنوده من "الحديدة"، وتوجه منها إلى السواحل الإفريقية فنزل بها، وباغت أهلها بغزو من وجده أمامه، ثم جمع كل ما ظفر به من أموال ومن أناس أسرهم وعاد بهم وبالأموال مسرعًا إلى بلاده، فاشترك في بقية المعارك التي ذكرها في نصه، وفي جملتها محاربة الحبش الذين تحت إمرة "بيجة". وقد انتهت المعارك التي جرت مع الحبش النازلين في السواحل الجنوبية من جزيرة العرب بطردهم عن "ظفار" المدينة التي احتلوها، وصاروا يهاجمون منها جيش "شاعر أوتر"، وطردوا من كل أرض "معافر"، ولكنهم ذهبوا إلى "معاهر" حيث بقوا هناك.
وفي نهاية النص لم يدون اسم المك شاعر أوتر، بل ذكر اسم الملك "لحي عثت يرخم" "ملك سبأ وذي ريدان" فيه؛ تقربًا إليه وتيمنًا به على وفاة "شاعر أوتر"، وحكم الملك "لحي عثت" عند تدوين هذا النقش.

### النقش الثاني
يروي لنا النص (FB-Maḥram Bilqīs 2)" غزوتين قام بها أنصار ملك سبأ وذي ريدان لحي عثت يرخم ضدالأحباش الذين يحتلون تهامة. وفي تفاصيل النص، يتحدث (وافي أذرح) - أمير قبيلة تنعم - عن إهداء المقه ثهوان رب اوام تمثال مذهب حمداً وشكراً لما منحه المقه رب أوام سلامته بفضله والبشائر التي بشره بكل المهمات التي كلفه بها سيدهم لحي عثت يرخم ملك سبأ وذي ريدان للغزو بمعركة حاربوا فيها الأحباش، وفي وادي سهام غزا وافي أذرح الكبسي ومعه حُميلة الجرافي ومن معهم من النشانيين ومن أهل حاشد، وشعبهم تنعم وحجور ومن معهم من البدو وخولان الجديدة، ومنحهم المقه رب أوام حملة عسكرية ناجحة، وبنفس ذلك الشهر الذي حاربوا الأحباش، انتقم وافي أذرح الكبسي من الأحباش عندما هاجم التموين بوادي حرض، وواجه شخص يسمى ريدة، وحصلوا على حلل وسبي وغنائم أرضتهم غاية الرضى، وعاد وافي أذرح وجيشه بالسلامة، وحمداً لقوة وسلطان المقه رب أوام لمَّا حفظهم بكل ما أُرِّخ وسُطِّر بتلك القرابين. وليستمر المقه رب أوام إحاطتهم كل أفضاله ونعمه وليمنحه المقه حظوة ورضى سيده لحي عثت يرخم ملك سبأ وذي ريدان، وليبعد عنه المقه عدواة وشر الحاقدين من كان قريباً وبعيداً.